# Berendt Hartvig
Berendt (Bernhard) Jacob Hartvig (8. juni 1824 i København – 26. marts 1892 på Frederiksberg) var en dansk billedhugger og violinist.
Han var søn af marskandiser Jacob Marcus Hartvig (1785-1861) og Regine f. Baruck (1782-1861). Han fik 1853 plads i Kunstakademiets modelerklasse, men var allerede 1852 blevet elev hos H.W. Bissen. Han udstillede i 1854-55 tre buster på Charlottenborg Forårsudstilling, men bestemte sig så for at blive violinist i H.C. Lumbyes og Balduin Dahls orkestre.
Den 16. september 1870, på brudens fødselsdag, ægtede han Johanne Barbara Grønbech (16. september 1834 i København – 6. april 1901 sammesteds), datter af sømand Peter Mortensen Grønbech og Kirstine Larsdatter. Samme dag gik hun over til jødedommen og kom så til at hedde Johanne Regine Hartvig, opkaldt efter mandens moder. Han var længe syg og døde den 26. marts 1892.